# Benzbromarone
Il benzbromarone è un composto chimico di formula C17H12Br2O3 che in condizioni standard si presenta in fase solida.

## Caratteristiche strutturali e fisiche
Il benzbromarone è un 1-benzofurano sostituito in C-2 e C-3 da un gruppo etile e da un gruppo 3,5-dibromo-4-idrossibenzoil, rispettivamente. Più in generale si tratta di un chetone aromatico funzionalmente correlato al 2,6-dibromofenolo.
| N. di atomi pesanti                 | 22               |
| N. di donatori di legami a idrogeno | 1                |
| N. di donatori di legami a idrogeno | 3                |
| N. di legami ruotabili              | 3                |
| Massa monoisotopica                 | 421,91532 u      |
| Superficie polare                   | 50,4 Å²          |
| Sezione d'urto                      | 175,13 Å² [M+H]+ |

## Reattività e caratteristiche chimiche

### Spettri analitici
- GC-MS[6]
- MS-MS[3]
- LC-MS[7]
- FTIR[8]
- ATR-IR[9]

## Farmacologia e tossicologia
La dose orale è di 100-200 mg al giorno con una dose massima pari a 300 mg/die. Per ridurre il rischio di precipitare un attacco acuto di gotta, può essere somministrata all'inizio una dose di 0,5 mg di colchicina 2-3 volte al giorno.

### Farmacocinetica
Il benzbromarone viene assorbito in modo incompleto dal tratto gastrointestinale; è metabolizzato nel fegato per dealogenazione a bromobenzarone e benzarone, entrambi metaboliti attivi, che vengono parzialmente coniugati con acido glucuronico ed escreti nelle urine (10%) e nelle feci (50%). L'emivita plasmatica è di 3 ore circa per il benzbromarone e di 13 ore circa per il benzarone.

### Farmacodinamica
Inibisce il citocromo CYP2C9 e un inibitore non purinico della xantina ossidasi.

### Effetti del composto e usi clinici
È utilizzato come farmaco ad azione uricosurica. Grazie alla sua potente inibizione del principale scambiatore apicale (luminale) di urati nella parte prossimale del tubulo renale, riduce il riassorbimento dell'acido urico, diminuendo i livelli sierici di acido urico e prevenendo gli attacchi di gotta.
È usato per il trattamento dell'iperuricemia nella gotta e dell'iperuricemia indotta da tiazidici. Non è mai stato approvato negli Stati Uniti a causa delle preoccupazioni causate da rapporti sulle lesioni epatiche acute e le morti di alcuni pazienti a cui veniva somministrato.

### Controindicazioni ed effetti collaterali
Può causare diarrea, esantemi cutanei, congiuntivite allergica, microlitiasi urinaria, coliche renali, dolore articolare e attacchi acuti di gotta, specialmente in pazienti a cui non sia stata somministrata nel contempo colchicina come profilassi.
Il benzbromarone dovrebbe essere usato con cautela in caso di insufficienza renale. Si consiglia un adeguato apporto di fluidi. Il benzbromarone può aumentare l'attività degli anticoagulanti orali. I salicilati antagonizzano parzialmente gli effetti del benzbromarone.
Il danno epatico si manifesta dopo 1-6 mesi di terapia, presentandosi con ittero e affaticamento, solitamente con un pattern epatocellulare di elevazione degli enzimi. I sintomi immunoallergici (eruzione cutanea, febbre) sono rari. In alcuni casi sono stati riportati bassi livelli di autoanticorpi, con istologia epatica che dimostra epatite cronica attiva, in particolare se il benzbromarone non viene interrotto tempestivamente.
Interrompendo la terapia, la risoluzione avviene generalmente entro 1-3 mesi. Il danno epatico causato dal benzbromarone è simile a quello riportato con il benzarone, un farmaco strutturalmente correlato utilizzato per la malattia vascolare periferica, ma anch'esso ritirato a causa di preoccupazioni per l'epatotossicità.

### Tossicologia
Il composto è classificato come un potenziale interferente edocrino.
| Organismo | Test | Somministrazione | Dose        | Effetti |
| --------- | ---- | ---------------- | ----------- | --- |
| Ratto     | DL50 | orale            | 248 mg/kg   | |
| Ratto     | DL50 | intraperitoneale | 239 mg/kg   | |
| Ratto     | DL50 | sottocutanea     | 1.230 mg/kg | |
| Topo      | DL50 | orale            | 618 mg/kg   | |
| Topo      | DL50 | intraperitoneale | 146 mg/kg   | alterazioni del sonno, incluso il cambiamento del riflesso di raddrizzamento, riduzione del volume urinario |
| Topo      | DL50 | sottocutanea     | 4.120 mg/kg | |
| Topo      | DL50 | intravenosa      | 77 mg/kg    | alterazioni del sonno, incluso il cambiamento del riflesso di raddrizzamento, riduzione del volume urinario |